# Daniil Dmitrijewitsch Fomin
Daniil Dmitrijewitsch Fomin (russisch Даниил Дмитриевич Фомин; * 2. März 1997 in Tichorezk) ist ein russischer Fußballspieler.

## Karriere

### Verein
Fomin begann seine Karriere beim FK Krasnodar. Ab der Saison 2014/15 spielte er für die Zweitmannschaft von Krasnodar in der drittklassigen Perwenstwo PFL. In drei Spielzeiten kam er zu 53 Drittligaeinsätzen für Krasnodar 2. Im August 2016 stand er gegen Krylja Sowetow Samara erstmals im Profikader von Krasnodar. Sein erstes und einziges Spiel für die Profis machte er im September 2016 im Cup gegen Spartak Naltschik.
Zur Saison 2017/18 wurde er für zwei Jahre an den Zweitligisten FK Nischni Nowgorod verliehen. Sein Debüt in der Perwenstwo FNL gab er im Juli 2017 gegen Awangard Kursk. In der Saison 2017/18 kam er zu 31 Zweitligaeinsätzen, in denen er drei Tore erzielte. In der Saison 2018/19 kam er auf ebenso viele Saisoneinsätze und Tore. Nach dem Ende der Leihe kehrte Fomin zur Saison 2019/20 nicht mehr nach Krasnodar zurück, sondern wechselte zu Krasnodars Ligakonkurrenten FK Ufa.
Im Juli 2019 debütierte er gegen Ural Jekaterinburg für Ufa in der Premjer-Liga. In der Saison 2019/20 kam er zu 27 Einsätzen in der höchsten russischen Spielklasse, in denen er sechs Tore erzielte. Zur Saison 2020/21 wechselte Fomin innerhalb der Liga zum FK Dynamo Moskau.

### Nationalmannschaft
Fomin kam zwischen Oktober 2015 und März 2016 zu sechs Einsätzen für die russische U-19-Auswahl. Von Mai 2017 bis Oktober 2018 spielte er zehn Mal für die U-21-Mannschaft. Im November 2019 stand er gegen Belgien erstmals im Kader der A-Nationalmannschaft. Sein Debüt im A-Team gab er schließlich im Oktober 2020, als er in der UEFA Nations League gegen die Türkei in der Nachspielzeit für Andrei Mostowoi eingewechselt wurde. Zur Fußball-Europameisterschaft 2021 wurde er in den Kader Russlands berufen, kam aber mit diesem nicht über die Gruppenphase hinaus.